# زکریا موسوی
زکریا موسوی (به انگلیسی: Zacarias Moussaoui؛ زادهٔ ۳۰ مه ۱۹۶۸) عضو فرانسوی گروهک تروریستی القاعده با اصالت مراکشی است. او قبل از سال ۲۰۰۱ مقیم بریتانیا بوده و دارای مدرک کارشناسی ارشد از دانشگاه ساوت بنک است.
موسوی در دادگاه فدرال به توطئه برای کشتن شهروندان ایالات متحده آمریکا به عنوان بخشی از حملات ۱۱ سپتامبر اعتراف کرد. او هم‌اکنون در حال گذراندن حبس ابد بدون امکان آزادی مشروط در زندان فوق امنیتی فدرال ای‌دی‌اکس در فلورانس ایالت کلرادو است. وی تنها شخصی است که تاکنون در دادگاه ایالات متحده در ارتباط با حملات ۱۱ سپتامبر محکوم و مجازات شده‌است.

## مرور کلی
موسوی در ۱۶ اوت ۲۰۰۱ در مینه سوتا توسط اف‌بی‌آی دستگیر و به نقض قانون مهاجرت متهم شد. او در حین انجام دوره‌های آموزشی پرواز در ایگان، مینه‌سوتا، مورد سوءظن واقع شده بود.
موسوی در ۱۱ دسامبر ۲۰۰۱ توسط یک هیئت‌منصفه عالی فدرال در دادگاه بخش شرقی ویرجینیا با ۶ اتهام تحت تعقیب قرار گرفت: توطئه برای ارتکاب به اقدامات تروریستی فراتر از مرزهای ملی، توطئه برای انهدام هواپیماها، توطئه برای استفاده از سلاح‌های کشتار جمعی، توطئه برای کشتار کارمندان دولت ایالات‌متحده و توطئه برای نابود کردن اموال.
دادستان‌های فدرال موسوی را به عنوان جایگزینی برای «اولین» هواپیماربای بیستم، احتمالاً رمزی بن الشیبه متهم کردند. درخواست ویزای بن الشیبه و زکریا الصبار رد شده بود. با این حال، دادستان‌های دادگاه طولانی موسوی در ایالات متحده، در ارتباط دادن مستقیم نقش او با ۱۹ هواپیماربای دیگر مشکل داشتند.
محاکمه موسوی در برخی محافل به عنوان معیاری از توانایی و تمایل ایالات متحده برای دادرسی عادلانه پرونده مظنونان تروریسم تلقی شد. برخی دیگر به میزان تحمل رفتار عجیب و غریب و تهدیدآمیز موسوی توسط دادگاه (و به ویژه قاضی لئونی برینکما) اعتراض کردند.موسوی با ارائه طرح‌های حقوقی به تمسخر قاضی برینکما و تحقیر دادگاه پرداخت، ناظران را با انتخاب خود برای وکالت خودش غافلگیر کرد و با درخواست حضور اعضای دستگیرشده القاعده به عنوان شاهد در پرونده خود، دادستان‌های فدرال را به شدت عصبانی کرد.
در جریان محاکمه، موسوی ابتدا اظهار داشت که در حملات ۱۱ سپتامبر نقشی نداشته، اما در حال برنامه‌ریزی برای حمله ای جداگانه از طرف خود بوده‌است. گفته می‌شود که برخی از اعضای القاعده تا حدی اظهارات موسوی را تأیید کردند و گفتند که او در توطئه ای غیر از ۱۱ سپتامبر دست داشت، اما دادستان‌ها معتقد بودند که داستان او هیچ ارزشی ندارد. در ۳ آوریل ۲۰۰۶، مشخص شد که موسوی واجد شرایط اعدام است. گزارش شده که او قبل از خروج از دادگاه فریاد می‌زده: «هرگز به خون من نخواهید رسید، خدا همه شما را لعنت کند».
در ۳ می ۲۰۰۶، هیئت منصفه با مجازات اعدام برای موسوی مخالفت کرد. او روز بعد به حبس ابد بدون آزادی مشروط محکوم شد. هنگامی که او را به بیرون از دادگاه هدایت می‌کردند، موسوی دست‌هایش را به هم کوبید و گفت: «آمریکا، تو شکست خوردی… من بردم.» قاضی برینکما در پاسخ به او گفت که او «با ناله می‌میرد» و «هرگز فرصتی برای صحبت دوباره پیدا نخواهد کرد». سه نفر از اعضای هیئت منصفه به این نتیجه رسیدند که موسوی اطلاعات محدودی از حملات ۱۱ سپتامبر دارد و سه نفر دیگر نقش او را در این حملات جزئی توصیف کردند.
موسوی در حال حاضر در زندان ای‌دی‌اکس فلورنس در کلرادو زندانی است.